# Ludovic Asuar
Ludovic Asuar (ur. 26 października 1976 w Marsylii) – francuski piłkarz występujący na pozycji pomocnika. Obecnie jest zawodnikiem AC Ajaccio.

## Kariera
Asuar profesjonalną karierę rozpoczynał w drugoligowym Olympique Marsylia. Debiut w barwach tej drużyny zaliczył w sezonie 1994/1995. Był to jednak jedyny mecz rozegrany przez niego w tamtej edycji rozgrywek Ligue 2. Od następnego sezonu był już podstawowym graczem składu Olympique. Na koniec rozgrywek uplasował się z zespołem na drugiej pozycji w lidze i wywalczył z nim awans do ekstraklasy. W Ligue 1 zadebiutował 26 sierpnia 1996 w bezbramkowo zremisowanym pojedynku z AJ Auxerre. 16 listopada 1996 w wygranym 2-1 pojedynku z RC Lens strzelił pierwszego gola w trakcie gry w ekstraklasie. Łącznie w barwach Olympique spędził cztery sezony. W tym czasie rozegrał tam 68 spotkań i zdobył pięć bramek.
W 1998 roku podpisał kontrakt z wicemistrzem Francji - FC Metz. W pierwszym sezonie występował z tym zespołem w eliminacjach Ligi Mistrzów. Jego klub odpadł jednak z nich w drugiej rundzie, po porażce w dwumeczu z HJK Helsinki. W 1999 roku dotarł do finału Pucharu Intertoto, gdzie uległ angielskiemu West Hamowi i ostatecznie nie wystąpił w Pucharze UEFA. Przez trzy lata gry w ekipie ze Stade Municipal Saint-Symphorien pełnił tam rolę rezerwowego. W sumie w barwach Metz zagrał 50 razy i zdobył jedną bramkę.
Latem 2002 został zawodnikiem innego pierwszoligowca - CS Sedan. W barwach tego klubu po raz pierwszy zagrał 13 października 2001 w przegranym 0-2 meczu z AS Monaco. W drugim sezonie gry dla tego klubu, spadł z nim do Ligue 2. W Sedanie spędził jeszcze rok. W sumie wystąpił tam 81 razy i strzelił 11 goli.
W 2004 roku trafił do Dijon FCO, podobnie jak Sedan występującego w Ligue 2. Grał tam przez trzy lata i w tym czasie zaliczył 83 występy i 10 bramek dla tego klubu. W 2007 roku przeszedł do AC Ajaccio, w którego barwach zadebiutował 27 lipca 2007 w zremisowanym 1-1 spotkaniu z Dijon FCO. W sezonie 2008/2009 nadal występuje z tym klubem w rozgrywkach Ligue 2.
| Sezon   | Klub               | Kraj    | Rozgrywki | Mecze | Bramki |
| ------- | ------------------ | ------- | --------- | ----- | ------ |
| 1994/95 | Olympique Marsylia | Francja | Ligue 2   | 1     | 0      |
| 1995/96 | Olympique Marsylia | Francja | Ligue 2   | 28    | 3      |
| 1996/97 | Olympique Marsylia | Francja | Ligue 1   | 24    | 1      |
| 1997/98 | Olympique Marsylia | Francja | Ligue 1   | 15    | 1      |
| 1998/99 | FC Metz            | Francja | Ligue 1   | 15    | 0      |
| 1999/00 | FC Metz            | Francja | Ligue 1   | 24    | 1      |
| 2000/01 | FC Metz            | Francja | Ligue 1   | 10    | 0      |
| 2001/02 | FC Metz            | Francja | Ligue 1   | 1     | 0      |
| 2001/02 | CS Sedan           | Francja | Ligue 1   | 25    | 2      |
| 2002/03 | CS Sedan           | Francja | Ligue 1   | 31    | 6      |
| 2003/04 | CS Sedan           | Francja | Ligue 2   | 25    | 5      |
| 2004/05 | Dijon FCO          | Francja | Ligue 2   | 28    | 4      |
| 2005/06 | Dijon FCO          | Francja | Ligue 2   | 28    | 3      |
| 2006/07 | Dijon FCO          | Francja | Ligue 2   | 27    | 3      |
| 2007/08 | AC Ajaccio         | Francja | Ligue 2   | 23    | 1      |
| 2008/09 | AC Ajaccio         | Francja | Ligue 2   |       |        |